# 삼림주

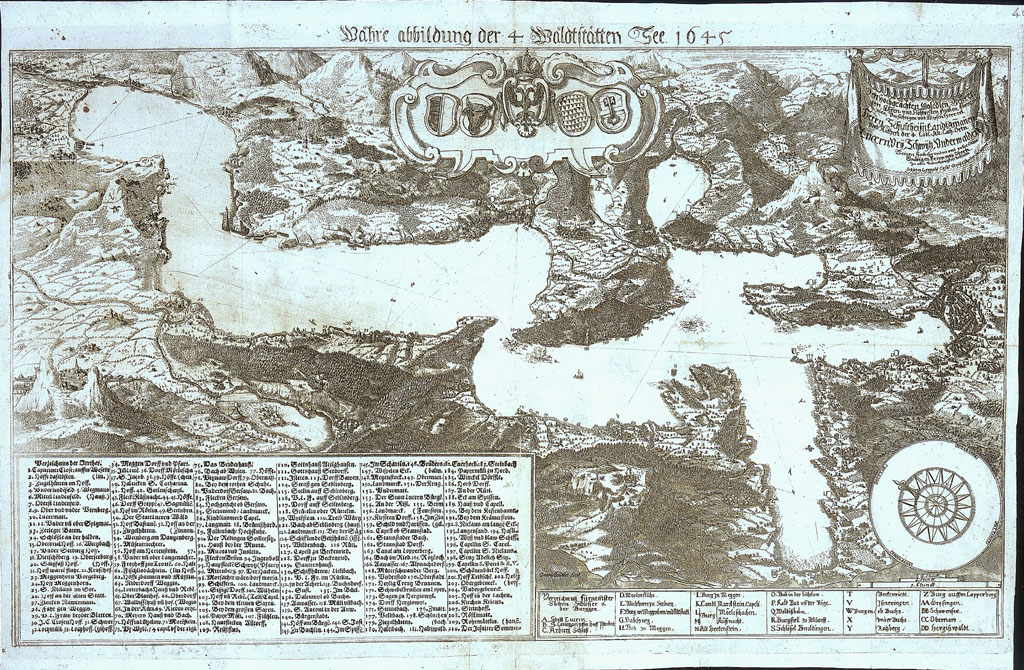

삼림주(독일어: Waldstätte 발트슈테테[*])는 13세기 초부터 스위스 중부에 있는 우리주, 슈비츠주 및 운터발덴주를 일컫는 말이었다.
13세기부터 19세기까지 발트슈테테(Waldstätte)라는 용어는 또한 스위스 연방의 핵심 칸톤인 우리주, 슈비츠주, 운터발덴주를 공학적 의미로 언급했한 것이었다. 이후 이 용어는 우르슈비츠(Urschweiz)라는 용어로 점차 대체되었다.
발트(Wald, 숲)이라는 용어는 포어스트(Forst)와 대조적으로 이해되어야 한다. 포어스트는 중세 고지 독일어 용어로 목초지, 들판 및 숲이 번갈아 가며 존재하는 경작지를 가리켰고, 후자는 깊고, 경작되지 않은 숲을 나타낸다.(silva invia 등)

## 역사
중세 고지 독일어 용어 발트슈테테(Waldstette) 또는 슈테테(Stette) (‘숲이 우거진 지역/정착지’의 의미)는 또한 슈테트(Stett) (현대의 슈타트 Stadt 또는 ‘마을, 도시’, 강력하고 보호받을 수 있는 특별한 권리가 있는 정착지라는 의미)과 함께 사용된다. 그리고 렌더(Lender, 시골을 의미하는 현대의 렌더 Länder)는 15세기 전반부까지 개별 동맹과 관련하여 Ort ("point; Lieu") 또는 Stand (‘state’) 라는 용어로 점차 대체되었다. 헬베티아 공화국까지 독일어를 사용하는 스위스에서 유명한 용어의 지위를 유지했다. 칸톤(독일어: Kanton)이라는 용어는 원래 독일어 Ort의 로만슈어 번역으로 1650년경까지 독일어 사용 동맹국에 알려지지 않았다.
특히 스위스 중부의 숲이 우거진 계곡을 언급하는 것으로 처음으로 기록된 용어는 1289년 문서에 즉, ‘슈비츠, 숲이 우거진 장소에서’(ze Swiz in der waltstat)이 언급되어 있다.
1323년 글라루스주는 슈비츠와 함께 산림주로 명명되었다. 초기 구스위스 연방의 동맹국에 대한 신청은 1309년으로 거슬러 올라간다. 1310년에 공정한 프레데리크 공작은 왕이 민간 숲에 대한 자신의 권리를 방해한다고 불평한다.
1310년대에 연맹이 설립되면서 이 용어는 1332년에 루체른, 1353년에 베른과 연맹을 확장한 조약에서 익명으로 채택되었다.
루체른을 ‘네 번째’ 산림주로 포함시킨 것은 에글로프 에터린의 《실버북》(Silver Book)에 있는 1450년대의 추가 자료에서 처음 언급되었다.
15세기 후반 스위스 의회의 의정서에서 루체른이 의장으로 있을 때 피어 발트슈테테(vier waltstette)라는 용어가 자주 사용되었다.(vier=4) 알브레히트 폰 본슈테텐은 그의 《상위 독일 연방》(Superioris Germaniae Confoederationis descriptio) (1479)에서 피어 발트슈테테 (라틴어 quatuor Loca Silvarum-네 곳의 숲)이라는 용어가 일반적으로 사용되었음을 시사했다.
루체른 호수는 16세기에 피어발트슈테터제(Vierwaldstättersee, 일명 4개의 숲이 우거진 호수)로 명명되었다.

## 같이 보기
- 서약동맹
- 1291년 연방헌장
- 탈샤프트
- 라이히스포크트